# Coelopencyrtus nothylaei
Coelopencyrtus nothylaei är en stekelart som beskrevs av Annecke 1968. Coelopencyrtus nothylaei ingår i släktet Coelopencyrtus och familjen sköldlussteklar. Inga underarter finns listade i Catalogue of Life.